# Kapucijnenklooster (Sint-Truiden)

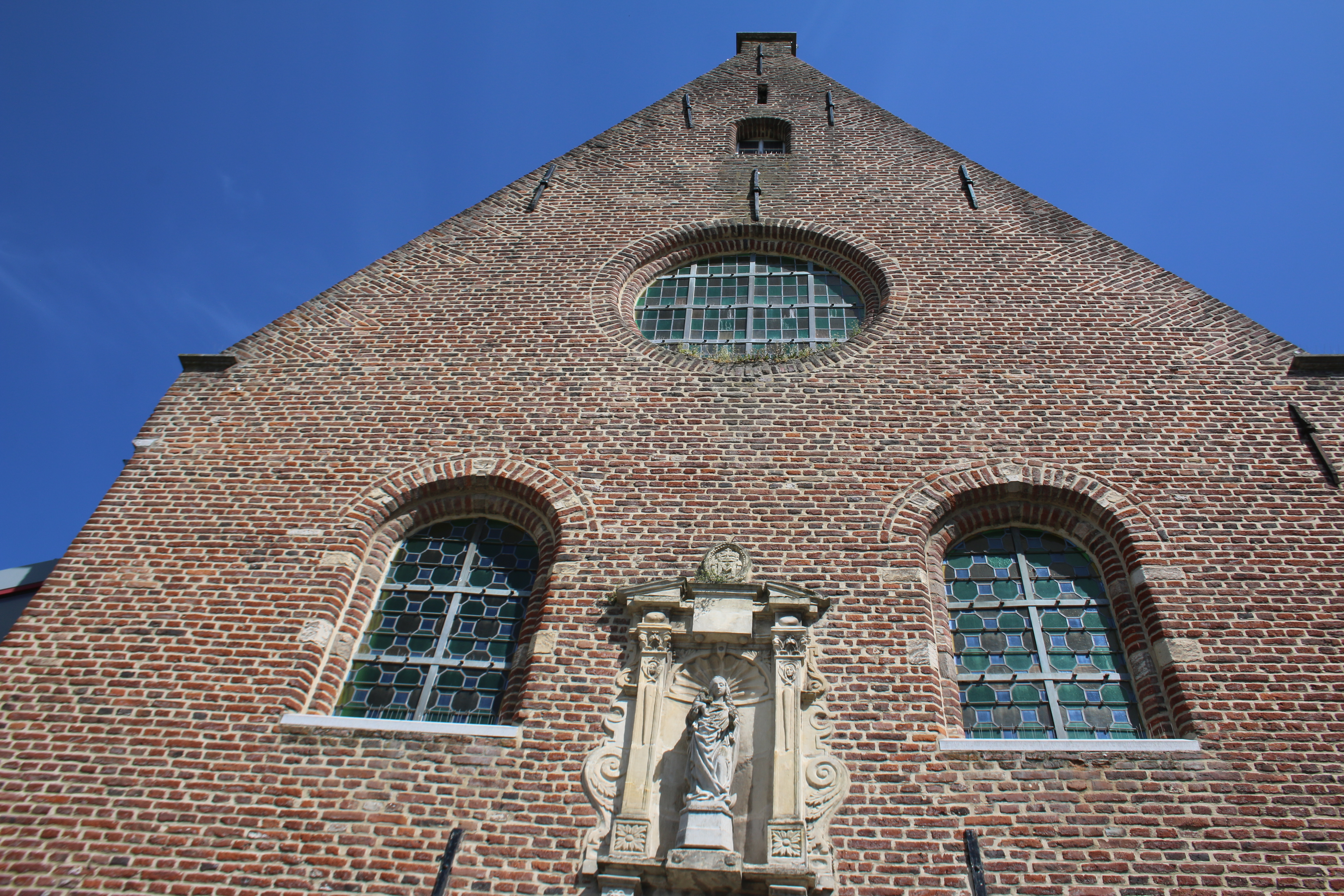

Het Kapucijnenklooster was een klooster van de kapucijnen aan de Clement Cartuyvelsstraat 10-12 te Sint-Truiden.

## Geschiedenis
Dit klooster werd gesticht in 1614, doch pas in 1618 begon men met de bouw ervan. In 1620 kwam de kapel gereed, naast de huidige kerk. Dit is de Onze-Lieve-Vrouw van Bijstandkapel. Vanaf 1618 begon men aan de bouw van de noordoost- en de zuidwestvleugel, en, vermoedelijk in 1638, werd de noordoostelijke vleugel toegevoegd. Zo ontstond een, bij de kapucijnen gebruikelijke, vierkante binnenplaats. In 1665 werd de noordwestelijke vleugel nog verlengd in noordoostelijke richting.
Omstreeks 1796 werd het klooster opgeheven, maar in 1833 werd het opnieuw een klooster, nu van de broeders van Liefde. Vanaf 1917 kwamen de zwartzusters in dit gebouw. Ook zij vertrokken uiteindelijk. Na enige tijd van leegstand werd het OCMW in de gebouwen gevestigd. In 1976 werd het complex beschermd als monument.

## Sint-Antoniuskerk
De huidige Sint-Antoniuskerk was de kloosterkerk van de kapucijnen. Het is een kerk in barokstijl, uit 1624. Het betreft een eenbeukige zaalkerk. Het koor der Kapucijnen, een afgesloten gedeelde, werd later een sacristie. De oude sacristie werd later als pesthuis ingericht. Links van het ingangsportaal hangt een overluifeld kruisbeeld uit 1712, voorzien van de tekst:
dit beeld is plegtiglyk gewyd in het jaer 1712 den 10 july om te stellen in de kapel van O.L.V. Bijstand naest de Kapucienenkerk...Wybisschop Vic. Gen. Adm. van het Bisdom van Luik verleent 40 dagen aflaet aen alle christenen op elken dag dat zy daar zullen bidden 7. Onze Vaders en Wees Gegroet.
In de kerk vindt men een 16e-eeuws Onze-Lieve-Vrouwebeeld, een barok eikenhouten altaar, twee biechtstoelen uit 1662, een preekstoel uit dezelfde tijd, en een 18e-eeuws orgel.
In de kapel vindt men een ivoren kruisbeeld en een 16e-eeuwse processiemadonna. Het altaar is uit de eerste helft van de 18e eeuw.

## Afbeeldingen

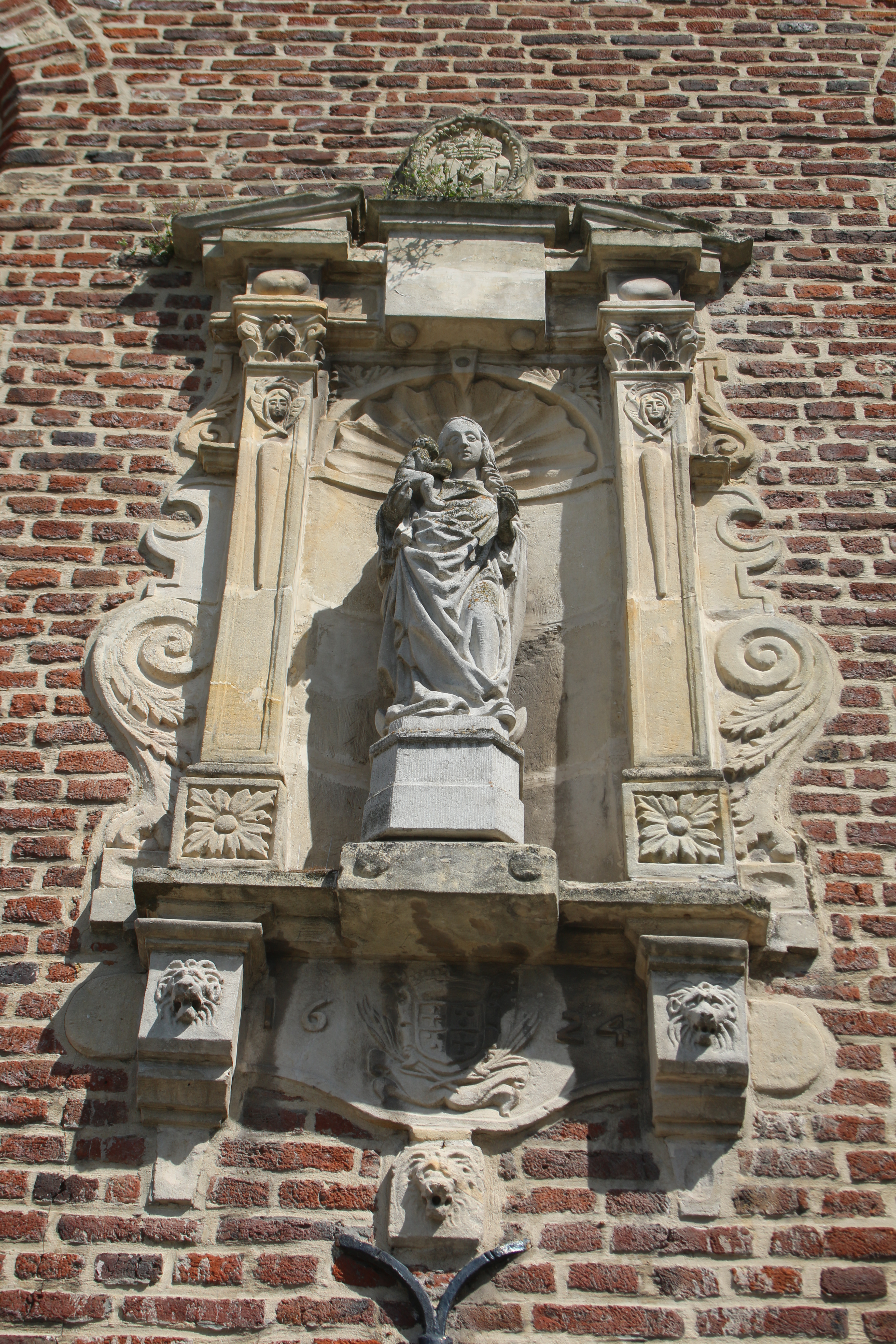
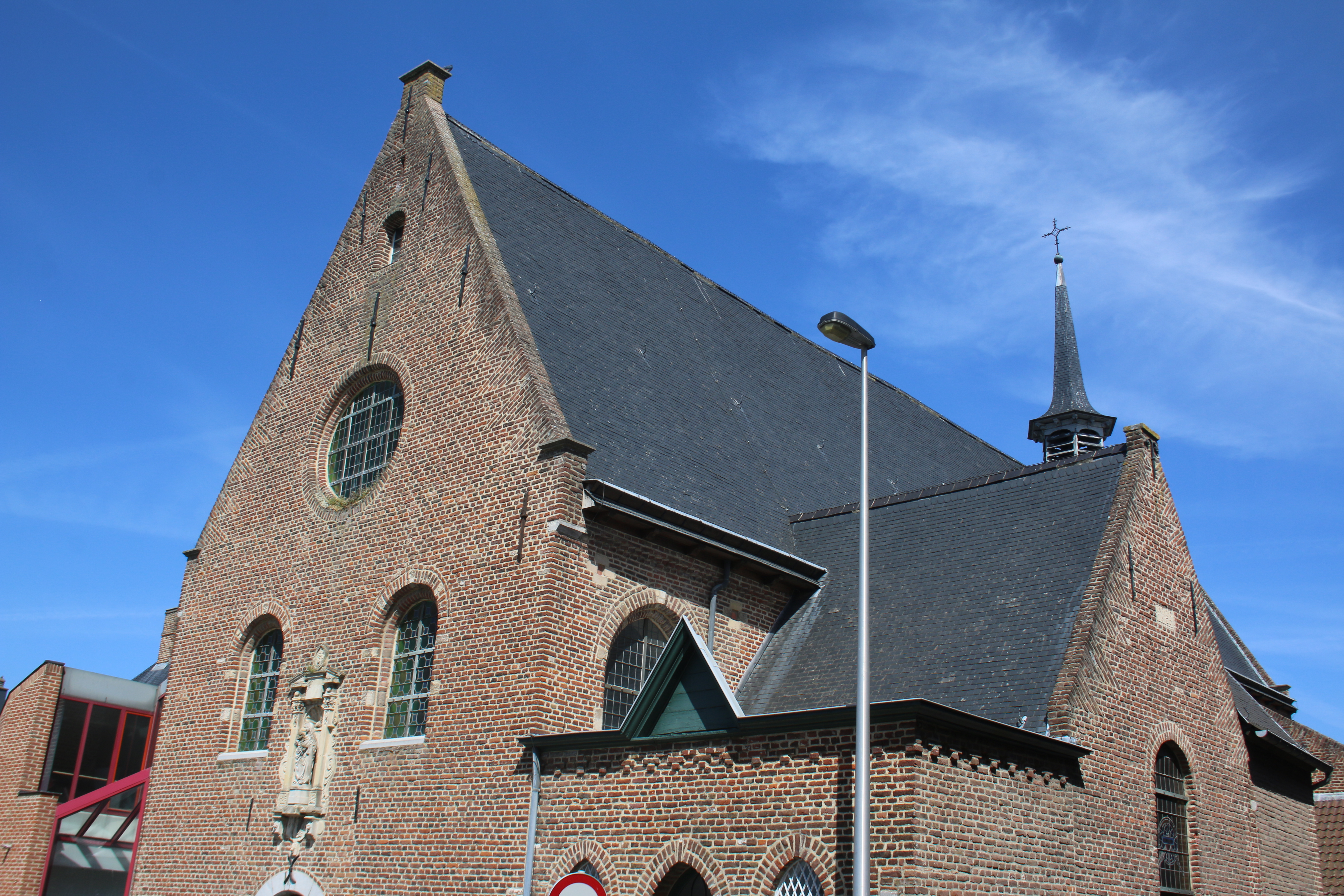
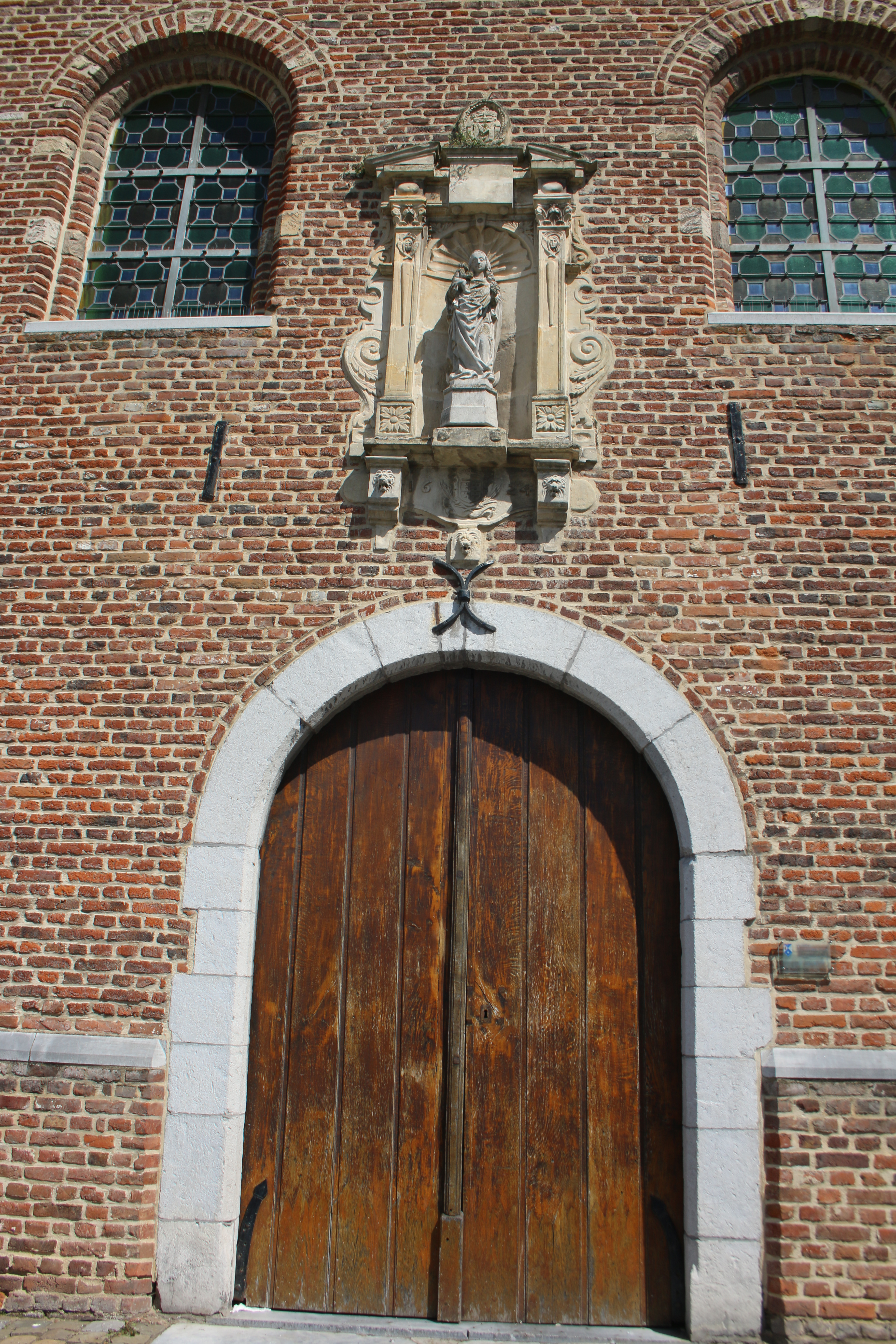